# تونغ مانغ هوي
تونغ مانغ هوي الصينية (أو تونغ مانغ هوي، والتي تُرجمت بأشكال مختلفة باسم الرابطة الصينية المتحدة، والرابطة المتحدة، والتحالف الثوري الصيني، والتحالف الصيني، وجمعية الولاء المتحدة) كانت مجتمعًا سريًا وحركة مقاومة سرية أسسها صن يات- سين، سونغ جياورين، وآخرون في طوكيو، اليابان، في 20 آب عام 1905.  تم تشكيلها من اندماج مجموعات ثورية صينية متعددة في أواخر عهد أسرة تشينغ.

## التاريخ

### عصر الثورة

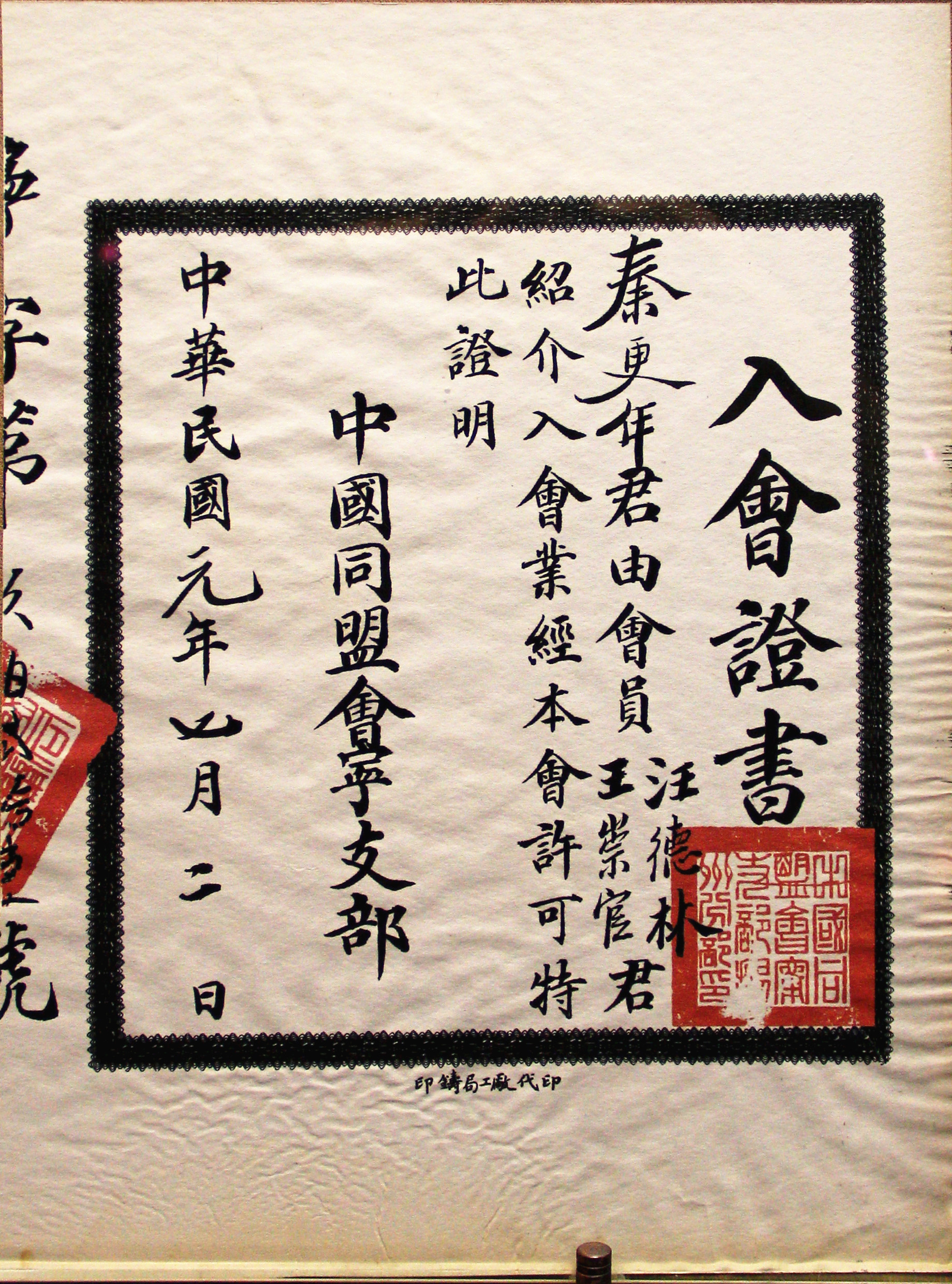
أوراق اعتماد التحالف الثوري الصيني.

تم إنشاء التحالف الثوري الصيني من خلال توحيد Xingzhonghui (جمعية إحياء الصين) بقيادة سون يات سين وGuangfuhui (جمعية الترميم) والعديد من الجماعات الثورية الصينية الأخرى. وكان من بين أعضاء تونغ مانغ وي شخصيات محورية في السياسة الصينية من أهمهم الجنرال هوانغ شينغ، وأمير الحرب ليزونغرن، والفيلسوف تشانغ بينجلين، والثوري تشين تيانهوا، والسياسي وانغ جينغ وي، والسياسي هو هانمين، وتاو تشنغ تشانغ، وكاي يوانبي، ولي شيزنغ، وزانغ رينجي، وكيو جين.
تم تأسيس فرع للتحالف الثوري في سنغافورة في العام 1906 وتشكل الإعضاء الجدد من شخصيات سياسية وحزبية بارزة في سنغفورة. ساهمت تلك الشخصيات باصدار صحف داعمة للتحالف الثوري وساهمت أيضا بجمع مبالغ مالية استخدمت لاحقا لشراء وشحن معدات عسكرية من سنغافورة إلى الصين ولدعم نفقات الزيارات المخصصة لدعم العمل الثوري.
في عام 1909، تم نقل مقر التحالف الثوري الصيني في نيانغ سنغافورة إلى مدينة بينانغ. كان سون يات سين نفسه مقيمًا في بينانغ من تموز إلى كانون الأول عام 1910. خلال هذا الوقت، عقد مؤتمر بينانج عام 1910 للتخطيط لانتفاضة قوانغتشو الثانية. عُقد الاجتماع التحضيري رفيع المستوى لمؤيدي الدكتور سون يات سين لاحقًا في إيبوه - في فيلا تيه لاي سينغ، بهدف أساسي الا وهو جمع الأموال. كان قادة إيبوه هم تيه لاي سينغ، وونغ آي إيك، ولي غوان سوي، ولي هاو تشيونغ. أطلق القادة حملة كبيرة للتبرعات عبر شبه جزيرة الملايو. ونتيجة لهذه الحملة تم جمع مبلغ 47683 دولار لتسوية المضيق. أنشأت تونغ مانغ هوي الصينية أيضًا صحيفة <i id="mwXQ">كوونغ واه جيت بوه</i>، مع نشر العدد الأول في كانون الأول عام 1910.
من الجدير ذكره أيضا انه في مدينة خنان، كان بعض المسلمين الصينيين أعضاء في التحالف الثوري الصيني.

### بداية الحقبة الجمهورية

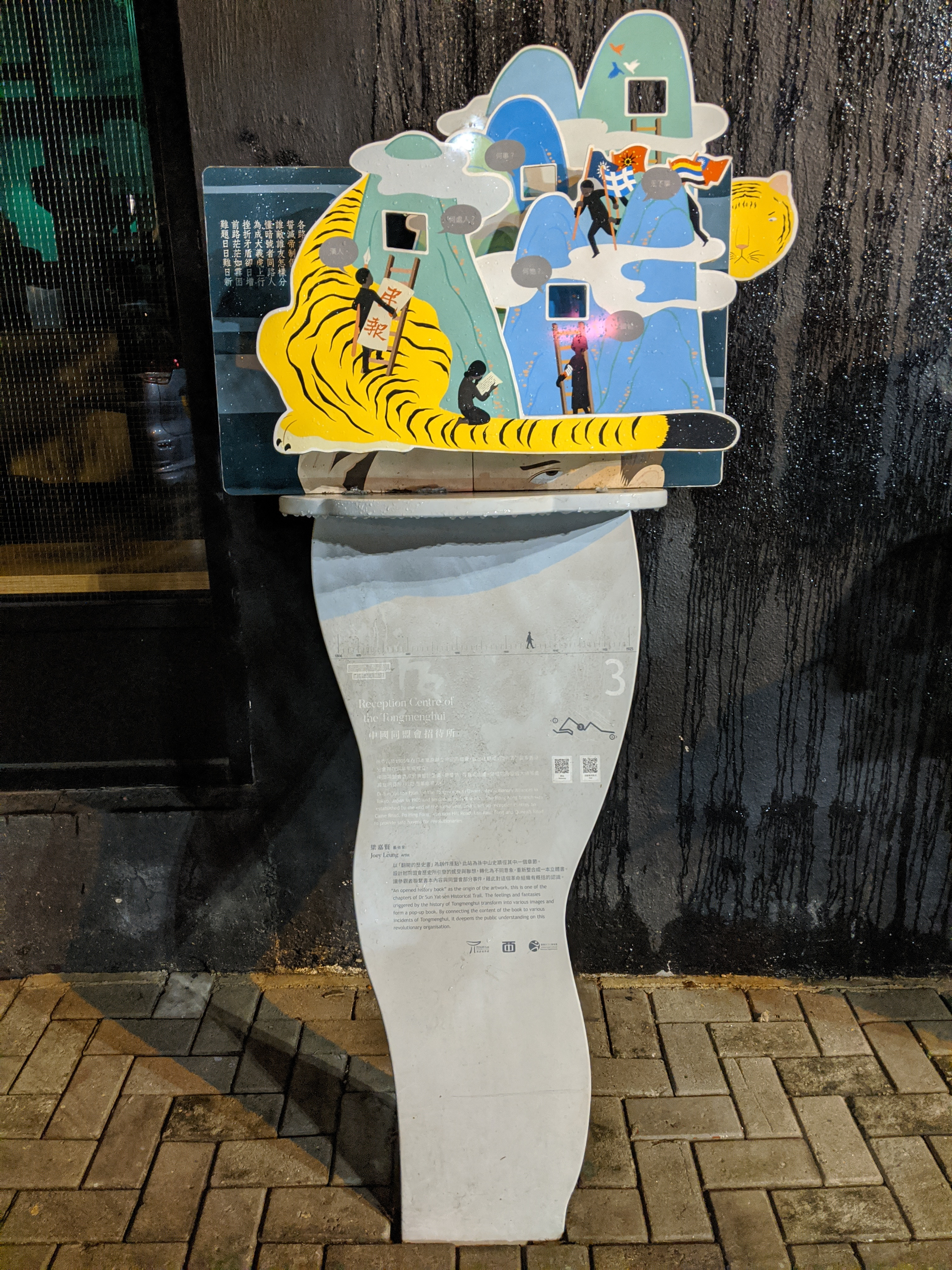
علامة لمركز الاستقبال في تونغ مانغ هوي على طول مسار دكتور سون يات صن التاريخي في هونغ كونغ

بعد احتلال الثوار لشنغهاي في تشرين الثاني 1911، نقلت تونغ مانغ هوي مقرها الرئيسي إلى شنغهاي. بعد إنشاء حكومة نانجينغ المؤقتة، تم نقل المقر إلى العاصمة السابقة للصين نانجينغ. عُقد اجتماع عام في نانجينغ في 20 كانون الثاني 1912، بحضور آلاف الأعضاء. تحرك هو هانمين، الذي مثل الرئيس المؤقت سون يات سين، لتغيير القَسَم الخاص بتونغ مانغ هوي "للإطاحة بحكومة مانشو، وتوطيد جمهورية الصين، وتنفيذ مبادئ الشعب الثلاثة المسمى بــ" مين شنغ تشو الأول ". انتخب وانغ جينغ وى رئيسا خلفا لسون. ثم ما لبث أن استقال وانغ في الشهر التالي، واستأنف سون الرئاسة من جديد. 
بعد تأسيس جمهورية الصين، حول تونغ مانغ هوي نفسه إلى حزب سياسي في 3 آذار 1912، استعدادًا للمشاركة في الأنشطة الدستورية والبرلمانية. أصدر الحزب الجديد دستورًا مؤقتًا لجمهورية الصين، والذي يتكون من 34 مادة، مما يعني أنه يحتوي على 10 مواد أكثر من الاقتراح الدستوري الذي تم تقديمه عندما كانت تونغ مانغ هوي جمعية سرية. أُجريت انتخابات القيادة في نفس اليوم، حيث تم انتخاب سون يات سين رئيساً له، وهوانغ شينغ ولي يوان هونغ نائبين للرئيس. في أيار من عام 1912، نقلت تونغ مانغ هوي مقرها إلى بكين.
في حلول ذلك الوقت، كان التحالف الثوري الصيني قد أصبح أكبر حزب في الصين، وله فروع في قوانغدونغ وسيشوان ووهان وشانغهاي وهانغتشو وسوتشو وأنكينغ وفوتشو وتيانجين. كان يبلغ عدد أعضائها حوالي 550.000.   في آب 1912، شكل حزب التحالف الثوري الصيني نواة الكومينتانغ، الحزب السياسي الحاكم للجمهورية. 

## شعارات التحالف
في عام 1904، من خلال الجمع بين الأهداف الجمهورية والقومية والاشتراكية، توصل التحالف الثوري الصيني إلى أهدافهم السياسية: طرد حكام المانشو، وإحياء تسمية تشونغهوا، وإنشاء جمهورية صينية، وتوزيع الأراضي بالتساوي بين الناس.  تم إنشاء المبادئ الثلاثة للشعب في وقت قريب من اندماج جمعية إحياء الصين وتونغمينغوي. 